# ファーマーズ・インシュランス
ファーマーズ・インシュランス(Farmers Insurance)とは、アメリカの大手保険会社である。自動車、住宅、中小企業のアメリカの保険会社グループであり、その他の保険および金融サービス製品も提供。ファーマーズ保険には、48,000を超える専属の独立した代理店と、約21,000人の従業員がいる。ファーマーズは、保険契約者が所有するファーマーズ、ファイアー、トラックの3つの相互保険会社の商品名。ファーマーズの非請求活動は、実際には、チューリッヒ保険グループの完全子会社であるファーマーズグループインクの弁護士によって管理されている。

## 概要
広告宣伝に注力しており、「家の2階部分に自動車が突っ込む(Rooftop parking)」「飛行中のドローンと走行中の自動車が正面衝突(Hit-and-Drone)」「何頭ものシカが裏庭のプールを荒らす(Stag pool party)」、など、「(同社が手掛けた中で)有り得ないほどウソのようだが本当に起こった事例(英:the most unbelievable but true insurance claims)」を題材としたCMシリーズ"Hall of Claims"が全米中で「（当事者になれば笑えないだろうが）面白い」と反響を呼んでいる。オフィシャルパートナーであるプロゴルファーのリッキー・ファウラーが出演する回もある。

### CM
J・K・シモンズ扮するナサニエル・バーク(Nathaniel Burke、以下、「バーク」)が、一般人を連れて"Hall of Claims(ホール・オブ・クレームス：「殿堂」を意味するホール・オブ・フェイムを真似たもの)"の中を歩くシーンから始まり、主に以下のような流れで進む。

【その1(主に30秒版)】
バーク:"At farmers we've seen almost anything, so we know how to cover almost anything. Even a ..."
(我々はこれまで数多く(の事例を)見てきました。なので何にでも対処する術を知ってますよ。「(事例を表したタイトル)」なんてのもね。)

(事例が起こる経緯のVTRが流れる)

バーク："(ここで事例を皮肉る場合がある) And(But) we covered it. Talk to Farmers. We know a thing or two because we've seen a thing or two."
(やってのけましたよ。我が社(ファーマーズ)に相談なさい。多くを見てきたからこそ、多くを知ってるんですから。)

【その2(主に15秒版)】
(事例が起こる経緯のVTRが流れる)
バーク："(事例を表すタイトル). Seen it, covered it. We know a thing or two because we've seen a thing or two."
(やってのけましたよ。多くを見てきたからこそ、多くを知ってるんですから。)

また、同シリーズには必ず、冒頭には鐘の音(Farmers Bell)が、最後には"We are Farmers, Bum-ba-dum-bum-bum-bum-bum"という混声(かつては男声のみであった)コーラスでのサウンドロゴが、それぞれ入る。
2019年には、セサミストリート放送開始50周年を記念し、コラボレーションCMを放映した。

### その他
2010年より、タイガー・ウッズが4連覇（2005年～2008年）を果たし、かつてはいすゞ自動車もスポンサーを務めたPGAツアー大会のスポンサーとなった（ファーマーズ・インシュランス・オープン）。

## オペレーション

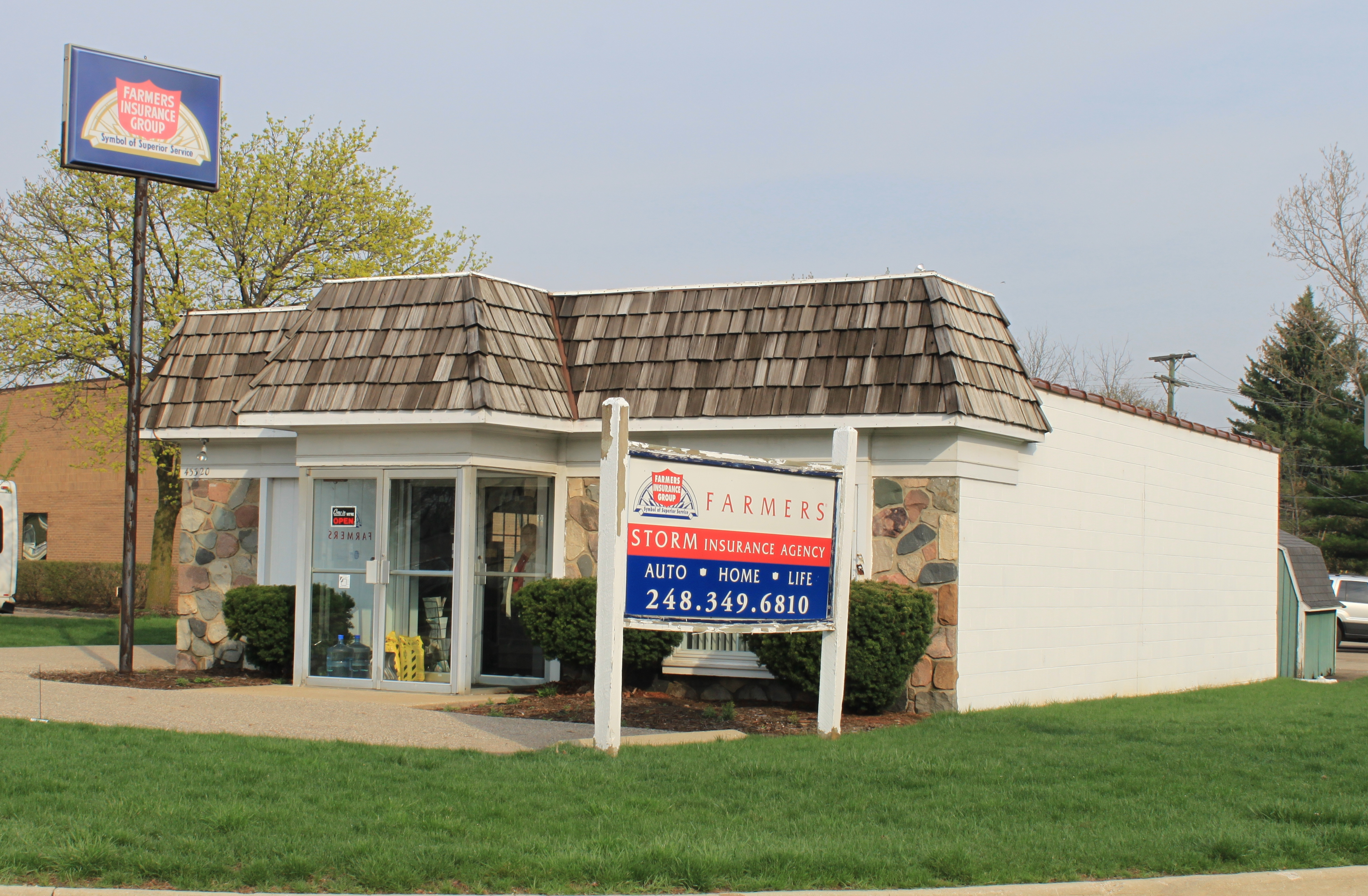
ミシガン州ノースビルのファーマーズエージェンシー